# Said Regragui
Said Regragui, född i Marocko 8 september 1974, är en svensk-marockansk friidrottare (långdistanslöpare). Han tävlar i Sverige för Hässelby SK. Regragui bytte från marockanskt till svenskt medborgarskap årsskiftet 2002/2003.
Vid EM 2006 i Göteborg deltog Regragui i maraton och kom där som bäste svensk in på en 29:e plats med tiden 2:21:33.

## Personliga rekord
| Utomhus - 5 000 meter – 14:23,78 (Göteborg 6 juli 2004) - 5 000 meter – 14:23,78 (Göteborg 7 juli 2004) - 5 000 meter – 14:28,70 (Karlstad 8 augusti 2004) - 10 000 meter – 29:44,22 (Helsingborg 19 augusti 2005) - 10 000 meter – 30:46,11 (Norrtälje 1 augusti 2003) - 10 km landsväg – 30:51 (Stockholm 16 augusti 2003) - 10 km landsväg – 30:15 (Stockholm 26 maj 2002) - Halvmaraton – 1:04:25 (Karlstad 13 september 2003) - Maraton – 2:16:49 (Paris, Frankrike 6 april 2008) - Maraton – 2:14:52 (Treviso, Italien 12 mars 2006) | Inomhus - 3 000 meter – 8:18,57 (Sätra 1 mars 2003) |

### Fotnoter
1. ↑  ”Tävlingsårsskiftesövergångar 1 december 2002”. friidrott.se. 7 november 2002. Arkiverad från originalet den 17 juni 2017. https://web.archive.org/web/20170617135914/http://www.friidrott.se/forbundsinfo/overgangar/Arsskifte0203.aspx. Läst 20 april 2017.
2. ↑  Wiger 2006, s. 57.
3. 1 2  Wiger 2006, s. 61.
4. ↑  ”Stora SM 2006, dag 3”. turebergfriidrott.se. http://turebergfriidrott.se/statistik/SM2006/2006_ressond.htm. Läst 19 april 2013.
5. 1 2 3 4  Wiger 2006, s. 70.
6. ↑  ”SM halvmarathon 2006”. marathon.se. http://registration.marathon.se/ResultList.aspx?LanguageCode=sv&RaceId=20. Läst 1 juni 2016.
7. ↑  ”SM halvmarathon 2008”. Arkiverad från originalet den 11 september 2008. https://web.archive.org/web/20080911002555/http://resultat.marathon.se/SHM2008/start/index.cfm?Lan_ID=1. Läst 25 mars 2015.
8. 1 2  Wiger 2006, s. 75.
9. ↑  ”SM i marathon 2006”. marathon.se. http://registration.marathon.se/ResultList.aspx?LanguageCode=sv&RaceId=51. Läst 1 juni 2016.
10. ↑  ”SM i marathon 2008”. Arkiverad från originalet den 13 oktober 2008. https://web.archive.org/web/20081013031807/http://resultat.marathon.se/sm2008/start/index.cfm. Läst 25 mars 2015.
11. ↑  ”SM i marathon 2009”. archive.org. Arkiverad från originalet den 2 juni 2009. https://web.archive.org/web/20090602015855/http://resultat.marathon.se/sm2009/Start/index.cfm?Lan_ID=1. Läst 28 mars 2015.
12. ↑  Wiger 2006, s. 88.
13. ↑  Wiger 2006, s. 81.
14. 1 2  ”Terräng-SM 2006”. bahnhof.se. Arkiverad från originalet den 5 mars 2016. https://web.archive.org/web/20160305013501/http://privat.bahnhof.se/wb410921/hemlingbylk/resultat_terrang-sm_2006_senior.htm. Läst 1 juni 2016.
15. 1 2  Wiger 2006, s. 91.
16. ↑  ”Terräng-SM 2008”. Arkiverad från originalet den 19 augusti 2010. https://web.archive.org/web/20100819112631/http://www.ifkvaxjo.se/Tavling2008/TerrangSM_08_res.pdf. Läst 25 mars 2015.
17. ↑  ”Terräng-SM 2009, lag”. idrottonline.se. Arkiverad från originalet den 8 december 2015. https://web.archive.org/web/20151208045303/http://www8.idrottonline.se/HammarbyIFFI-Friidrott/Traningsgrupper/TerrangSM2009/Resultat-Lag090501/. Läst 1 maj 2013.
18. ↑  ”Terräng-SM 2010” (excel). idrottonline.se. Arkiverad från originalet den 8 december 2015. https://web.archive.org/web/20151208063414/http://www1.idrottonline.se/ImageVaultFiles/id_276861/cf_87178/Resultatlista_slutlig.XLS. Läst 10 november 2015.
19. 1 2 3 4 5 6 7  ”Personsida på ARRS” (på engelska). arrs.net. http://more.arrs.net/runner/21099. Läst 20 juni 2016.
20. ↑  ”European Athletics Championships - Göteborg 2006” (på engelska). european-athletics.org. http://www.european-athletics.org/competitions/european-athletics-championships/history/year=2006/results/index.html. Läst 20 april 2017.
21. 1 2 3 4 5 6 7  ”Personsida på AllAthletics” (på engelska). all-athletics.com. Arkiverad från originalet den 14 augusti 2016. https://web.archive.org/web/20160814135711/http://www.all-athletics.com/node/74421. Läst 20 juni 2016.
22. 1 2 3 4 5  ”Personsida på European Athletics' webbplats” (på engelska). european-athletics.org. http://www.european-athletics.org/athletes/group=r/athlete=91359-regraugui-said/index.html. Läst 20 juni 2016.
23. 1 2 3  ”Personsida på IAAF:s webbplats” (på engelska). iaaf.org. http://www.iaaf.org/athletes/sweden/said-regragui-197395. Läst 20 juni 2016.